# 三条の滝
三条の滝（さんじょうのたき）は、尾瀬を源流とし、尾瀬ヶ原から流れ落ちる只見川の上流にある滝である。

## 概要
新潟県と福島県の県境に位置し、日本の滝百選に定められている他、日本三大名瀑に選ばれることがある。落差100m、幅30m（諸説あり）の直瀑で規模としては日本最大級。水量の多いときは豪快な景色を見る事ができる。アプローチとしては、御池から燧裏林道を経由するコース、小沢平から只見川を遡るコース、鳩待峠から尾瀬ヶ原を経由するコース、大清水から三平峠、尾瀬沼を経由するコース等、様々である。
どれも長丁場で、また、途中危険な箇所もあるので安易な遡行は避けたほうがよい。登山道としては滝壷までは降りる事はできないが、近年旧展望台の下に新展望台が設置され、かなり近くまで寄れるようになったため、障害物がなく滝の全容を見る事ができるようになった。また、少し上流には、毛色の違う平滑の滝があり、こちらもまた、別の意味で見ごたえがある。尾瀬ヶ原からのコース沿いに見る事ができる。

## アクセス
代表的ルート
- 御池ルート

野岩鉄道会津鬼怒川線 会津高原尾瀬口駅より沼山峠行きバスで約2時間、「御池」停留所下車、停留所より燧裏林道を徒歩約3時間

## その他
水量が減ってくると三筋に分かれるのが名前の由来とされる。なお、福島県歴史資料館蔵「檜枝岐村絵図」享和4年（1804年）には、「三丈乃瀧」の名とともに、一条の形をした滝が描かれている。